# 8728 Mimatsu
8728 Mimatsu è un asteroide della fascia principale. Scoperto nel 1996, presenta un'orbita caratterizzata da un semiasse maggiore pari a 2,3682622 UA e da un'eccentricità di 0,2196837, inclinata di 3,02191° rispetto all'eclittica.